# GSC7688-321
GSC7688-321 — хімічно пекулярна зоря спектрального класу A1, що має видиму зоряну величину в смузі V приблизно 10,5.

## Пекулярний хімічний склад
Зоряна атмосфера GSC7688-321 має підвищений вміст 
Cr
.